# Ext2
ext2 (second extended filesystem o "segundo sistema de archivos extendido") es un sistema de archivos para el núcleo Linux. Fue diseñado originalmente por Rémy Card. La principal desventaja de ext2 es que no implementa el registro por diario (en inglés Journaling) que sí poseen sus posteriores versiones ext3 y ext4.
ext2 fue el sistema de ficheros por defecto de las distribuciones de Linux Red Hat Linux, Fedora Core y Debian. Los lanzamientos de las nuevas versiones estables, ext3 y ext4, han desplazado considerablemente su uso.
El sistema de ficheros tiene una tabla donde se almacenan los i-nodos.  Un  i-nodo almacena información del archivo (ruta o path, tamaño, ubicación física). En cuanto a la ubicación, es una referencia a un sector del disco donde están todas y cada una de las referencias a los bloques del archivo fragmentado. Estos bloques son de tamaño especificable cuando se crea el sistema de archivos, desde los 512 bytes hasta los 4 KiB, lo cual asegura un buen aprovechamiento del espacio libre con archivos pequeños.
Los límites son un máximo de 2 terabytes de archivo, y de 4 para la partición.